# GAU-13
General Electric GAU-13/A — це електрична 30 мм роторна гармата створена за схемою Гатлінга на основі гармати GAU-8 Avenger.

## Опис
GAU-13 була розроблена наприкінці 1970-х для використання у гарматних гондолах на винищувачах та штурмовиках, загалом для атаки наземних цілей і бронетехніки.
GAU-13/A чотириствольна роторна гармата створена на базі механізмів більшої GAU-8, маючи такий же потужний набій 30 мм. Як і Avenger, вона має двокінцеву систему живлення з реверсним очищенням для викидання бракованих набоїв. На відміну від GAU-8 гармата має пневматичний привід, що дає темп вогню у 2400 пострілів за хвилину. Мінімальний час між затримками становить 32000 набоїв, що робить зброю дуже надійною.
GAU-13/A має такі ж самі набої PGU-13 Фугасно-запалювальний (ФЗС) та PGU-14 Бронебійно-запалювальний (БЗС) (який має осереддя зі збіднілого урану) як і Avenger. Незважаючи на нижчий темп вогню у порівнянні з семиствольною гарматою Avenger, це надзвичайно потужна зброя.
Зазвичай GAU-13/A використовували у гарматній гондолі GPU-5/A (спочатку продавалася як GEPOD 30). Гондола мала довжину 4,3 м і може встановлюватися на стандартні підвіски НАТО 762 мм. Вона має 353 набої, що досить приблизно для дев'ятисекундного залпу. Вага гондоли GPU-5/A становить 600 кг (порожньої) та 841 кг (спорядженої). Гондола повністю автономна.
Гондола GPU-5/A призначалася для встановлення на велику кількість тактичних літаків США, в тому числі на F-15 Eagle та F-16 Fighting Falcon. У середині 1980-х  ВПС США розглядали спеціальний варіант F-16 для авіаційної підтримки, з GPU-5, для заміни або для доповнення до A-10 Thunderbolt II.
Проте гондола GPU-5 проявила себе незадовільно. Її недовго тестували на літаках ПС Національної гвардії США F-16 Fighting Falcons у 1991 під час війни у Перській затоці, але була знята з озброєння десь через день використання через низьку точність. Незважаючи на гарні балістичні характеристики гармати, пілон був не дуже жорстким щоб запобігти прогину, а велика віддача зброї збільшувала цю проблему викликаючи розцентрування. Крім того GPU-5 не був інтегрований у прицільну систему F-16. GPU-5 знятий з озброєння, хоча деякі тайські літаки F-5E Tiger II до сих пір мають таке озброєння; ця гондола також тестувалася на F-20 Tigershark.
Восени 1995 Корпус морської піхоти США провели випробування GPU-5 на LCAC-66, як потенційне озброєння для ведення вогню на придушення при висадці на узбережжя. Гондола встановлювалася на стандартні бомбові стійки MAU-12, які самі встановлені у стандартний вантажний контейнер. Вважалося, що чотири таких контейнери можна перевозити на LCAC.  Отриману систему назвали Gun Platform Air Cushion (GPAC - гарматна платформа на повітряній подушці).  До 1997, за повідомленнями, морпіхи придбали усі гармати GAU-13/A та гондоли GPU-5 у ВПС США.  Окрім GPAC, гармати GAU-13/A можна використовувати на суднах та наземній техніці, наприклад LAV-25.